# Robert Sherard (4e comte de Harborough)
Pour les articles homonymes, voir Sherard.
Robert Sherard, 4e comte de Harborough (21 octobre 1719 - 21 avril 1799) est un pasteur britannique qui est aussi comte de Harborough.

## Jeunesse
Né le 21 octobre 1719, il est l'un des six fils et huit filles de Philip Sherard (2e comte de Harborough), et de son épouse, Anne Pedley (décédée c. 1749). Il est le frère de Bennet Sherard (3e comte de Harborough), John Sherard, Daniel Sherard, un officier de la marine, et le lieutenant-général Philip Sherard du 69e régiment d'infanterie et de Dorothy Sherard, qui épouse James Torkington de Great Stukeley (recteur des Kings Ripton et Little Stukeley). Son père, un député de Rutland, succède au comté de son cousin, Bennet Sherard (1er comte de Harborough), en 1732.
Ses grands-parents paternels sont Bennet Sherard de Whissendine et Dorothy Fairfax (une fille d'Henry Fairfax (4e Lord Fairfax de Cameron)). Sa tante Margaret Sherard est l'épouse de John Gilbert, archevêque d'York. Par sa sœur, Dorothy, il est l'oncle de la réformatrice politique et écrivain radical Ann Jebb, épouse du réformateur John Jebb. Sa mère est la fille et l'héritière de Nicholas Pedley de Washingley (fils et héritier de Nicholas Pedley, sergent-en-droit) et de Frances Apreece (fille de Robert Apreece).
Après avoir fréquenté le Collège d'Eton, il s'inscrit à Christ Church, Oxford, en décembre 1737, avant de changer de collège et d'obtenir son diplôme du Merton College d'Oxford en 1740. Trois ans plus tard, il est ordonné diacre puis prêtre à la chapelle Spring Gardens, Westminster.

## Carrière
En tant que fils cadet d'un comte, il fait partie d'un grand groupe qui entre dans l'Église d'Angleterre, où ils sont «récompensés par une généreuse préférence qui les rendait financièrement indépendants de leurs frères aînés».
De 1743 à 1773, il est recteur de Wistow à Huntingdon et de Teigh à Rutland. Il sert également comme chanoine de Salisbury de 1757 à 1773 et prébendaire de Southwell de 1761 à 1778. Dans les années 1780, il fait construire trois églises à Teigh, Stapleford et Saxby.
Le 23 février 1770, à la mort de son frère aîné, qui s'est marié quatre fois mais n'a pas d'héritier mâle survivant, il hérite du comté de Harborough et de la résidence familiale, Stapleford Park. Bien qu'il ait progressivement renoncé à ses occupations cléricales, il n'a jamais démissionné des ordres sacrés. Vers 1772, il achète la seigneurie de Wymondham, un canton à la limite des domaines Sherard. Avec l'aide de son intendant, William Reeve, qui est également son beau-père et ami, Lord Harborough consolide toutes les propriétés foncières des Sherard, notamment les propriétés du Leicestershire, du Rutland et du Sud Kesteven, avant sa mort.
Bien que membre de la Chambre des lords pendant 29 ans à la fin de la période géorgienne, il n’existe aucune trace de la participation du comte aux débats et il n’est à sa place qu’à 24 reprises. Il n'a pas assisté aux débats sur la Guerre d'indépendance des États-Unis, mais il assiste au procès d'Elizabeth Pierrepont, duchesse de Kingston en 1776, lorsqu'elle est reconnue coupable de bigamie.

## Vie privée
Lord Harborough est marié et veuf trois fois au cours de sa vie. Le 17 mai 1762, il épouse Catherine Hearst (décédée en 1765), fille aînée et cohéritière d'Edward Hearst, propriétaire foncier du Wiltshire et l'un des principaux résidents laïcs de la cathédrale proche de Salisbury. Comme sa femme est décédée avant son père, selon les termes du testament de son père, sa fortune va entièrement à son autre fille, Caroline, à l'exception d'Aula le Stage, la maison de Hearst sur le côté ouest de la clôture, qui va à Sherard.
Après sa mort en 1765, il se remarie avec Jane Reeve (décédée en 1770), la fille de son ami William Reeve de Melton Mowbray, le 10 janvier 1767. Ensemble, ils sont les parents de:
- Philip Sherard (5e comte de Harborough) (1767-1807), qui épouse Eleanor Monckton (1772-1809), deuxième fille et cohéritière du colonel John Monckton de Fineshade Abbey (un fils de John Monckton (1er vicomte Galway)) et Anne Adams[1].
- Lucy Sherard (décédée en 1858), qui épouse Thomas Cave, 7e baronnet en 1791[5]. Après sa mort, elle épouse Philip Bouverie-Pusey (en) (1746-1828), le fils aîné de Jacob Bouverie (1er vicomte Folkestone), et de sa seconde épouse, Elizabeth Marsham (fille aînée de Robert Marsham (1er baron Romney)), en 1798

Après sa mort en 1770, il se remarie en troisièmes noces avec Dorothy Roberts (décédée en 1781), fille et héritière de William Roberts de Glaiston, le 25 mai 1772. Grâce à son mariage, il acquiert des droits de seigneurie à Thorpe by Water à Rutland. Ils sont les parents de:
- Sophia-Dorothea Sherard (décédée en 1781), décédée à l'âge de six ans[1].

En 1780, sa sœur aînée, Dorothy Tarkington, est décédée et dans les douze mois, il perd sa sœur célibataire, Lucy Sherard, sa fille Dorothea Sophia Sherard et sa troisième épouse, Lady Harborough, le 5 novembre 1781. Lord Harborough meurt le 21 avril 1799 et est remplacé dans le comté par son fils, Philip .